# Mira Furlan
Mira Furlan (født 7. september 1955 i Zagreb, død 20. januar 2021) var en kroatisk skuespillerinde, der har medvirket i blandt andet Babylon 5 og som Danielle Rousseau i Lost.